# 1606
| 1606               |
| ------------------ |
| Dødsfald - Fødsler |
|                    |

| Gregoriansk kalender | 1606 MDCVI              |
| Ab urbe condita      | 2359                    |
| Armensk kalender     | 1055 ԹՎ ՌԾԵ             |
| Kinesiske kalender   | 4302 – 4303 乙巳 – 丙午 |
| Etiopisk kalender    | 1598 – 1599             |
| Jødisk kalender      | 5366 – 5367             |
| Hindukalendere       |                         |
| - Vikram Samvat      | 1661 – 1662             |
| - Shaka Samvat       | 1528 – 1529             |
| - Kali Yuga          | 4707 – 4708             |
| Iransk kalender      | 984 – 985               |
| Islamisk kalender    | 1015 – 1016             |

Konge i Danmark: Christian 4. 1588-1648
Se også 1606 (tal)

## Begivenheder
- 27. januar – I England begynder retssagen mod Guy Fawkes og hans fæller i Krudtsammensværgelsen; den ender med deres henrettelse 31. januar
- 12. april - Union Jack bliver Storbritanniens officielle flag

## Født
- 10. februar – Christine af Frankrig, fransk prinsesse (død 1663).
- 27. marts – Hans Svane, dansk professor (død 1668).
- 6. juni – Pierre Corneille, fransk dramatiker (død 1684).
- 10. juli – Corfitz Ulfeldt, dansk diplomat og rigsgreve (død 1664).
- 15. juli – Rembrandt, hollandsk maler (død 1669).
- 18. september – Preben von Ahnen, dansk-norsk embedsmand (død 1675).
- 9. november – Hermann Conring, tysk videnskabsmand (død 1681).
- Erik Gabrielsson Emporagrius, svensk professor og biskop (død 1674).

## Dødsfald
- 31. januar – Guy Fawkes (født 1570).
- 2. september – Karel van Mander I (født 1548).